# Куэро (Техас)
Куэро (англ. Cuero) — город в США, расположенный в юго-восточной части штата Техас, административный центр округа Де-Уитт. По данным переписи за 2010 год число жителей составляло 6841 человек, по оценке Бюро переписи США в 2015 году в городе проживало 7115 человек.

## История
Почтовое отделение, носившее название Куэро, первоначально появилось в мае 1846 года и находилось на шесть километров севернее нынешнего поселения. Имя города пошло от ручья, который, в свою очередь, назвали в честь способа охоты местных индейцев на парнокопытных, застревавших в вязкой почве у ручья. При продлении железной дороги Gulf, Western Texas and Pacific Railway от Индианолы в Сан-Антонио было выбрано место для станции. Несмотря на то, что саму станцию построили только в январе 1873 года, новое место начали застраивать осенью 1872 года.
В июне 1873 года началось издание еженедельной газеты «Cuero Start», а с 1880 года издавалась газета на немецком языке «Deutsche Rundschau». 23 апреля 1875 года город обрёл органы местной власти, а в 1876 году заменил Клинтон в качестве административного центра округа. Росту города способствовали ураганы 1875 и 1886 годов, разрушившие Клинтон и Индианолу. В 1892 году был основан независимый школьный округ Куэро.
Несмотря на отсутствие порядка в городе, а также пожар 1879 года, город процветал. Горожане создали отряд защиты домов (англ. Home Protection Club), который помогал полиции поддерживать порядок в городе. В 1886 году железная дорога San Antonio and Aransas Pass Railway соединила Куэро с Хьюстоном. В том же году в городе работали железнодорожная мастерская, а также текстильный паровой станок стоимостью 50 000 долларов. К 1906 году город поставлял переработанное индюшачье мясо по всей стране, а с 1912 года в городе проводится традиционный забег на день благодарения «Turkey Trot». В отличие от многих одноимённых забегов в стране, участниками забега в Куэро являются индюки, а не люди. Со временем Куэро стал одним из крупных центров торговли птичьим мясом. С 1919 года в районе начались поиски нефти, которые окончились успехом только в 1929 году.

## География
Куэро находится в центральной части округа, его координаты: 29°05′40″ с. ш. 97°17′15″ з. д..
Согласно данным бюро переписи США, площадь города составляет около 12,8 квадратных километров, практически полностью занятых сушей.

### Климат
Согласно классификации климатов Кёппена, в Куэро преобладает влажный субтропический климат.
| Показатель                    | Янв.  | Фев.  | Март | Апр. | Май  | Июнь | Июль | Авг. | Сен. | Окт. | Нояб. | Дек.  | Год   |
| ----------------------------- | ----- | ----- | ---- | ---- | ---- | ---- | ---- | ---- | ---- | ---- | ----- | ----- | ----- |
| Абсолютный максимум, °C       | 30    | 30    | 34,4 | 36,7 | 36,1 | 40   | 40,6 | 42,2 | 40,6 | 36,1 | 33,9  | 32,2  | 42,2  |
| Средний суточный максимум, °C | 20,4  | 20,2  | 24,8 | 27,1 | 31,3 | 34,6 | 36,2 | 37,2 | 33,8 | 30,3 | 23,9  | 21,3  | 28,4  |
| Средняя температура, °C       | 12,2  | 13,8  | 17,9 | 20,4 | 25,1 | 28,2 | 29,4 | 29,6 | 26,6 | 22,1 | 15,9  | 13,4  | 21,2  |
| Средний суточный минимум, °C  | 4,4   | 7,5   | 11   | 13,8 | 18,7 | 21,8 | 22,6 | 21,9 | 19,4 | 13,8 | 7,8   | 5,9   | 14,1  |
| Абсолютный минимум, °C        | −16,7 | −16,1 | −5   | 2,8  | 7,2  | 13,9 | 20   | 15,6 | 8,9  | 1,7  | −4,4  | −10,6 | −16,7 |
| Норма осадков, мм             | 38    | 67    | 37   | 79   | 113  | 74   | 75   | 73   | 84   | 49   | 48    | 44    | 783   |
| Источник: weatherbase.com     |       |       |      |      |      |      |      |      |      |      |       |       |       |

## Население
Согласно переписи населения 2010 года в городе проживал 6841 человек, было 2557 домохозяйств и 1701 семья. Расовый состав города: 68,6 % — белые, 15,2 % — афроамериканцы, 0,6 % — коренные жители США, 0,4 % — азиаты, 0,0 % (0 человек) — жители Гавайев или Океании, 11,8 % — другие расы, 3,4 % — две и более расы. Число испаноязычных жителей любых рас составило 39,9 %.
Из 2557 домохозяйств, в 36,3 % живут дети младше 18 лет. 41,5 % домохозяйств представляли собой совместно проживающие супружеские пары (16,3 % с детьми младше 18 лет), в 19 % домохозяйств женщины проживали без мужей, в 6 % домохозяйств мужчины проживали без жён, 33,5 % домохозяйств не являлись семьями. В 29,1 % домохозяйств проживал только один человек, 13,6 % составляли одинокие пожилые люди (старше 65 лет). Средний размер домохозяйства составлял 2,57 человека. Средний размер семьи — 3,16 человека.
Население города по возрастному диапазону распределилось следующим образом: 30 % — жители младше 20 лет, 23 % находятся в возрасте от 20 до 39, 29,5 % — от 40 до 64, 17,3 % — 65 лет и старше. Средний возраст составляет 37,1 года.
Согласно данным опросов пяти лет с 2011 по 2015 годы, средний доход домохозяйства в Куэро составляет 37 000 долларов США в год, средний доход семьи — 52 077 долларов. Доход на душу населения в городе составляет 21 959 долларов. Около 17,5 % семей и 19,2 % населения находятся за чертой бедности. В том числе 24 % в возрасте до 18 лет и 13,4 % в возрасте 65 и старше.

## Местное управление
Управление городом осуществляется избираемыми мэром и городским советом, состоящим из шести человек, четыре из которых избираются по округам, а два избираются всем городом. Выборы на каждую позицию проходят раз в два года. Городской совет назначает заместителя мэра из состава своих членов.

## Инфраструктура и транспорт
Через Куэро проходят автомагистрали США 87, 183 и 77 альтернативная, а также автомагистраль 72 штата Техас.
В городе располагается муниципальный аэропорт Куэро. Аэропорт располагает одной взлётно-посадочной полосой длиной 853 метра. Ближайшим аэропортом, выполняющим коммерческие пассажирские рейсы, является региональный аэропорт Виктории. Аэропорт находится примерно в 50 километрах к юго-востоку от Куэро.

## Образование
Город обслуживается независимым школьным округом Куэро.

## Экономика
Согласно финансовому отчёту города за 2013 год, доходы Куэро в 2012—2013 году составили $24,2 млн, расходы — $19,66 млн. Активы города составили $57,57 млн, а обязательств было на сумму $20,33 млн.

## Отдых и развлечения
Куэро располагает рядом мест для отдыха, в их числе бейсбольный комплекс, гольф-курс, волейбольные и теннисные площадки, баскетбольные павильоны, парк с общедоступным бассейном.
Ежегодно во вторые выходные ноября в городе проходит фестиваль, посвящённый индейке. Во время фестиваля соседние города соревнуются в конкурсах так или иначе связанных с индюками: конкурс на самую красивую индейку, бросание индеек, забег индеек, индюшачья ходьба. В отличие от многих аналогичных забегов в стране, участниками забега в Куэро являются индюки.